# Мариновка (Одесская область)
Мариновка (укр. Маринівка) — село, относится к Беляевскому району Одесской области Украины.
Население по переписи 2001 года составляло 610 человек. Почтовый индекс — 67631. Телефонный код — 4852. Занимает площадь 2,94 км². Код КОАТУУ — 5121083801.

## Местный совет
67631, Одесская обл., Беляевский р-н, с. Мариновка, ул. Покровская, 1

## Известные уроженцы
- Чулков Иван Денисович — Герой Советского Союза.
- Сташек Николай Иванович — Герой Советского Союза.
- Осинный Лука Гаврилович — Медаль «За отвагу».
- Сташков Николай Иванович — Герой Советского Союза.